# کابلا لیگوره
کابلا لیگوره (به ایتالیایی: Cabella Ligure) یک کومونه در ایتالیا است که در استان آلساندریا واقع شده‌است.

## خصوصیات
کابلا لیگوره ۴۶٫۸ کیلومترمربع مساحت و ۶۰۳ نفر جمعیت دارد و ۵۱۰ متر بالاتر از سطح دریا واقع شده‌است.